# Medallón (arquitectura)

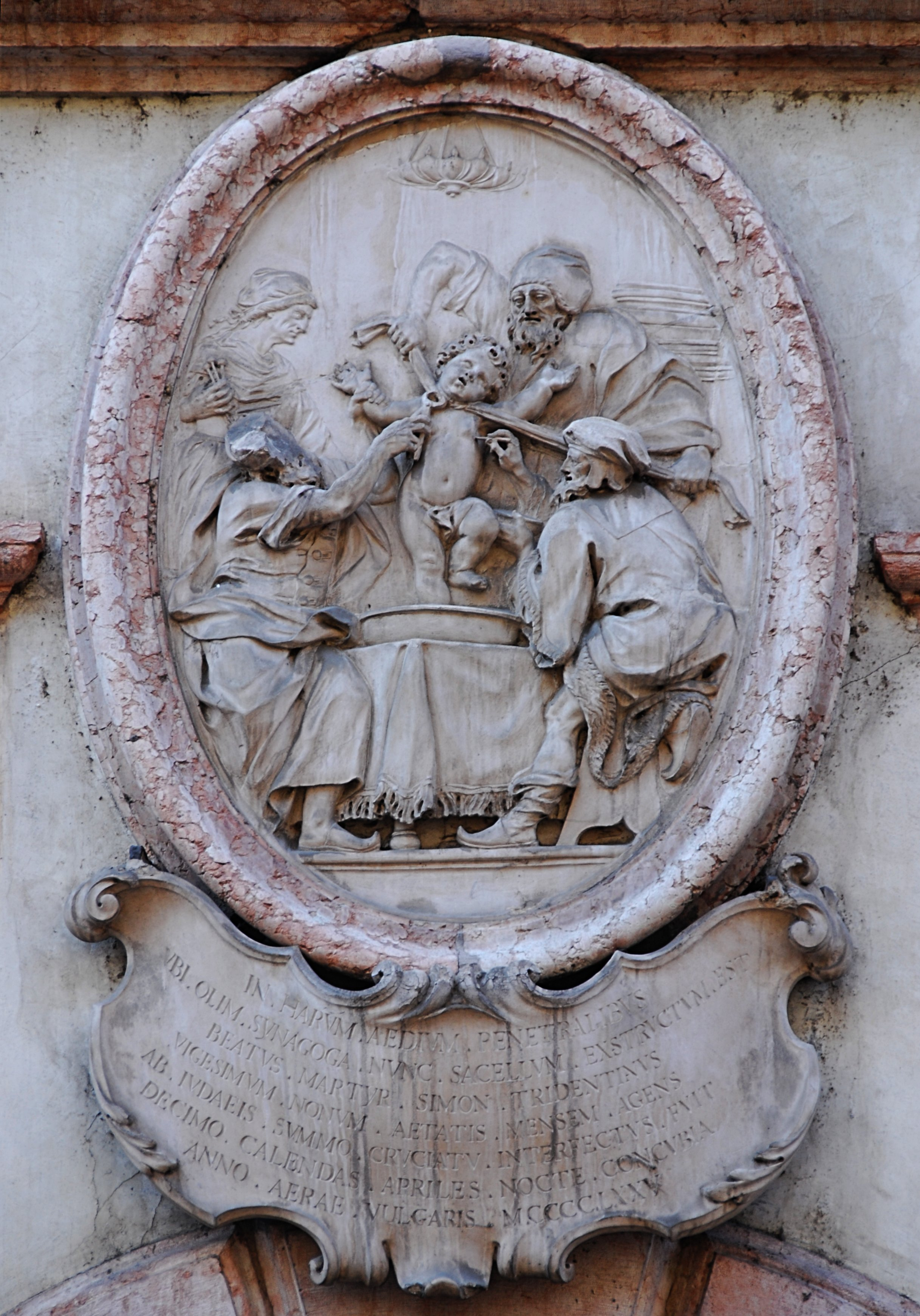
Un medallón en una fachada en Trento.

Un medallón es un marco redondo u ovalado (usualmente hecho de estuco) que contiene una decoración escultórica o pictórica en una fachada, un interior, un mueble o equipo. Es un tipo de elemento arquitectónico.
En el Reino Unido en el siglo XIX, esta era una forma popular de decoración en la arquitectura neoclásica. El marco y el retrato fueron tallados como uno solo, en mármol para interiores y en piedra para paredes exteriores.
También es el nombre de una escena que está insertada en una vidriera más grande.